# Миноносцы типа «Буйный»
Миноносцы типа «Буйный» — серия 350-тонных эскадренных миноносцев из 10 единиц, построенных на Невском судостроительном и механическом заводе для Российского императорского флота по программе 1898 года «для нужд Дальнего Востока».

## Проектирование
Проект 350-тонных эскадренных миноносцев разрабатывался фирмой Ярроу (Yarrow Shipbuilders) и основывался на заложенных в 1897 году (для Императорского флота Японии) 410-тонных эскадренных миноносцах типа «Икадзути». Сам процесс разработки растянулся практически на год (с мая 1898 по апрель 1899): после составления эскизного проекта российский морской технический комитет настоял на добавлении носового торпедного аппарата, а переделанный проект (в силу объективных причин) счёл небрежным и представил новую спецификацию.

## Строительство
Заказ на первый миноносец их этой серии был сформирован в августе 1899 и (в связи с затянувшимся процессом принятия чертежей) устанавливал жёсткие сроки постройки - 14 месяцев. После приёмки стали к изготовлению корпусов и силовой установки (октябрь 1899 года) началось плановое строительство, сопровождающееся задержками в производстве комплектующих: Невский завод не справлялся с полным объёмом работ, что приводило к срочным заказам и покупкам готовых изделий из-за границы. В связи с этим завод неоднократно штрафовали и по достижении задолженности в 1 666 066 руб на заседании Адмиралтейств-совета было принято решение о списании неустойки: поскольку все активы завода принадлежали государству (все паи были приобретены Государственным банком), обложение штрафами имело дисциплинарный смысл и приводило к излишней бумажной волоките.
Первые восемь кораблей строились парами.
11 августа 1901 года со стапелей сошла первая пара эскадренных миноносцев отечественной постройки: «Буйный» (Бычок) и «Бойкий» (Акула). Последний являлся головным кораблём всей серии.
29 сентября 1901 - вторая: «Бравый» (Налим) и «Бурный» (Макрель).
27 октября 1901 - третья: «Быстрый» (Плотва) и «Блестящий» (Окунь).
4 мая 1902 - четвёртая: «Бедовый» (Кета) и «Бодрый» (Пескарь).
Последняя, пятая пара была разбита: по запоздавшему постановлению морского технического комитета (12 февраля 1902) последний эскадренный миноносец «Видный» (Сиг) должен был сменить тип двигательной установки с паровой (вертикальной, тройного расширения) на нефтяную конструкции Луцкого. Переоснастить корабль до завершения строительства второго миноносца из пары не успели: «Безупречный» (Палтус) сошёл со стапелей 1 июля 1902, а «Видный» - только через 3 года, в 1905.

## Приёмо-сдаточные испытания и исправление недочётов
Испытания первых девяти эскадренных миноносцев проводились в Кронштадте с 5 июля по 30 октября 1902 года.
Корабли прибыли в неудовлетворительном состоянии: сразу на четырёх отсутствовала электропроводка, а «Безупречный» ни разу не доковался, из-за чего у него возникли проблемы с прохождением скоростных испытаний.

###### Скоростные испытания
В случае несоответствия реальных характеристик и технического задания, Морское министерство было вправе оштрафовать завод-изготовитель за каждую четверть узла меньше проектных данных (26 узлов). Все испытываемые миноносцы соответствовали предъявляемым скоростным требованиям: самым медленным оказался «Бойкий» (26,03 узла), а самым скоростным — «Бодрый» (27,7 узла).
В ходе этих испытаний проявились многочисленные дефекты, обусловленные неудовлетворительным качеством постройки: на Буйном вышла из строя предохранительная паровая система, на Блестящем и Быстром — энергетические установки, на Бедовом — система вентиляции.

###### Артиллерийские стрельбы
В результате артиллерийских стрельб также были выявлены существенные недочёты. Для всех эскадренных миноносцев отмечалась недостаточная укреплённость боевой рубки, а также защищённость электропроводки: на трёх кораблях (из пяти оснащённых) она вышла из строя и подлежала замене.

###### Исправления недочётов
После завершения цикла испытаний корабли были переданы заводу-производителю на доработку. В связи с необходимостью переброски новых эскадренных миноносцев на Дальний Восток Морское министерство потребовало в скором порядке завершить работы до декабря 1902 года. В крайне сжатый срок, составлявший один календарный месяц, Невский завод не смог качественно исправить все недочёты и в основном ограничился работами на двух миноносцах: Бурном и Бойком.
При контрольной испытаниях этих кораблей было отмечено неудовлетворительное качество проведённых работ. Особое место в отчётах контрольной комиссии занимала работа электромонтажников: провода состояли «из одной проволоки вместо того, чтобы быть свитыми из нескольких», практически отсутствовала изоляция, электрические приборы не были должным образом защищены от попадания морской воды, водоотливные электронасосы не работали. Несмотря на это, миноносцы «Бурный» и «Бойкий» 16 октября были отправлены на Дальний Восток, а их командирам выданы незначительные денежные средства на устранение неисправностей в иностранных портах по пути следования.

## История наименований
30 июля 1901 года, в связи с подходом к завершению строительства головного корабля из серии, Главный морской штаб сформировал список наименований будущих эскадренных миноносцев по группам рыб: «Бычок», «Акула»(головной корабль серии), «Налим», «Макрель», «Плотва», «Окунь», «Кета», «Пескарь», «Палтус», «Сиг». 4 августа были официально наименованы и зачислены в списки флота.
9 марта 1902 года произошло переименование кораблей на прилагательные: «Буйный», «Бойкий» (головной корабль серии), «Бравый», «Бурный», «Быстрый», «Блестящий», «Бедовый», «Бодрый», «Безупречный», «Видный».
Несмотря на то, что головным кораблём серии являлся «Бойкий», в основном на флоте и в технической документации миноносцы этой серии относятся к типу «Буйный», что частично нарушает традицию наименования морских судов по первому сошедшему со стапелей.
В дальнейшем все 350-тонные эскадренные миноносцы, построенные на Невском судостроительном и механическом заводе получали неофициальное наименование «Невки».

## Конструкция корабля

###### Корпус
Бортовая обшивка изготавливалась из стали толщиной от 4 до 5 миллиметров, изготовленной в печах Мартена, и состояла из модулей, соединяемых заклёпочным способом. Для защиты от коррозии обшивка, каркас и энергетическая установка оцинковывались. Палуба стальная, с толщиной листов от 3,5 до 6,5 мм, покрытая линолеумом.

## Вооружение
С завода миноносцы оснащались одной носовой 75-мм и пятью 47-мм пушками (по 2 на каждый борт и 1 в кормовой части).

###### Носовая75-мм пушка системы Канэ
Пушка с длиной ствола в 50 калибров устанавливалась на облегчённом станке Меллера. Штатный боекомплект состоял из 160 бронебойных снарядов, подача боеприпасов из трюма корабля осуществлялась механическим способом. Система вертикальной наводки механическая. Система горизонтальной наводки отсутствовала: для разворота орудия наводчику необходимо было упереться в специально предусмотренный плечевой упор.

###### Бортовые и кормовая47-мм пушки Гочкиса
47-мм пушки с длиной ствола в 43,5 калибра устанавливались на вертлюжных станках с прямой или наклонной тумбами. Наведение в горизонтальной и вертикальной плоскостях осуществлялось посредством ртутного компрессора системы Меллера. Штатный боекомплект составлял 1350 стальных и чугунных гранат с ручной подачей из патронных погребов.

## Список эскадренных миноносцев типа «Буйный» с краткими сведениями
| Дата спуска на воду | Первоначальное название (до 22.03.1902) | Новое название | Участие в боевых действиях |
| ------------------- | --------------------------------------- | -------------- | --- |
| 11 августа 1901     | «Бычок»                                 | «Буйный»       | Во время Цусимского сражения спас штаб командующего с броненосца «Князь Суворов». Получив серьёзные повреждения механизмов, передал команду и спасенных на миноносец «Бедовый», после чего был расстрелян крейсером «Дмитрий Донской». |
| 11 августа 1901     | «Акула»                                 | «Бойкий»       | В 1903 году прибыл в Порт-Артур в составе отряда Э. А. Штакельберга, после чего потребовал капитального ремонта. После падения Порт-Артура ушёл в нейтральный порт Киао-Чао, где разоружился. В 1925 году передан на разборку.         |
| 29 сентября 1901    | «Налим»                                 | «Бравый»       | Получив тяжелые повреждения во время Цусимского сражения, прорвал блокаду и ушёл во Владивосток. В 1923 году переименован в «Анисимов», в 1925 году передан на разборку                                                                |
| 29 сентября 1901    | «Макрель»                               | «Бурный»       | В 1903 году прибыл в Порт-Артур в составе отряда Э. А. Штакельберга, после чего потребовал капитального ремонта. После боя в Жёлтом море наскочил на скалы у Шантунгского маяка и был взорван.                                         |
| 27 октября 1901     | «Плотва»                                | «Быстрый»      | После Цусимского сражения, уходя от преследования, выбросился на корейский берег и был взорван командой. |
| 27 октября 1901     | «Окунь»                                 | «Блестящий»    | Получив серьёзные повреждения в Цусимском сражении, был оставлен экипажем и затоплен |
| 4 мая 1902          | «Кета»                                  | «Бедовый»      | Во время Цусимского сражения, имея на борту штаб командующего эскадрой, сдался в плен. Под названием «Сацуки» числился в японском флоте до 1913 года, после чего до 1922 года использовался в качестве мишени                          |
| 4 мая 1902          | «Пескарь»                               | «Бодрый»       | Во время Цусимского сражения прорвал блокаду и разоружился в Шанхае. В мае 1923 года передан на разборку. |
| 1 июня 1902         | «Палтус»                                | «Безупречный»  | Погиб со всей командой во время Цусимского сражения (предположительно, после часового боя с крейсером «Читосэ» и миноносцем «Ариакэ»)                                                                                                  |
| 1905                | «Сиг»                                   | «Видный»       | Достроен по улучшенному проекту миноносцев класса «Грозный», вошёл в состав Балтийского флота. Разобран на металл в середине 1920-х годов                                                                                              |